# Peilschaal
Een peilschaal is een instrument om de stand (het peil) van een vloeistof te meten, bijvoorbeeld het water in een rivier. Een peilschaal kan ook op bijvoorbeeld een olietank zijn aangebracht om van buiten af te zien hoeveel olie in de tank, zie peilglas.
Van de peilschaal bestaan vele soorten, modellen en uitvoeringen:
- De bekendste is de peilschaal die in sloten en kanalen de waterstand ten opzichte van Normaal Amsterdams Peil aangeeft.
- Langs de rivieren staan peilschalen die deze stand niet alleen opnemen, maar vaak ook elektronisch doorsturen naar een plaats waar iets met die gegevens wordt gedaan. Zo'n peilschaal staat onder andere bij Grave, beneden de sluis. Deze is bekend van de dagelijkse waterstanden voor de scheepvaart.
- Bij veel bruggen staan peilschalen om de schippers te laten weten wat de vrije doorvaarthoogte is. Meestal zijn ze op een pijler geschilderd, of met borden aan het remmingwerk bevestigd. Bij belangrijke bruggen is er wat verder weg een aparte dukdalf voor geplaatst.

## Foto's

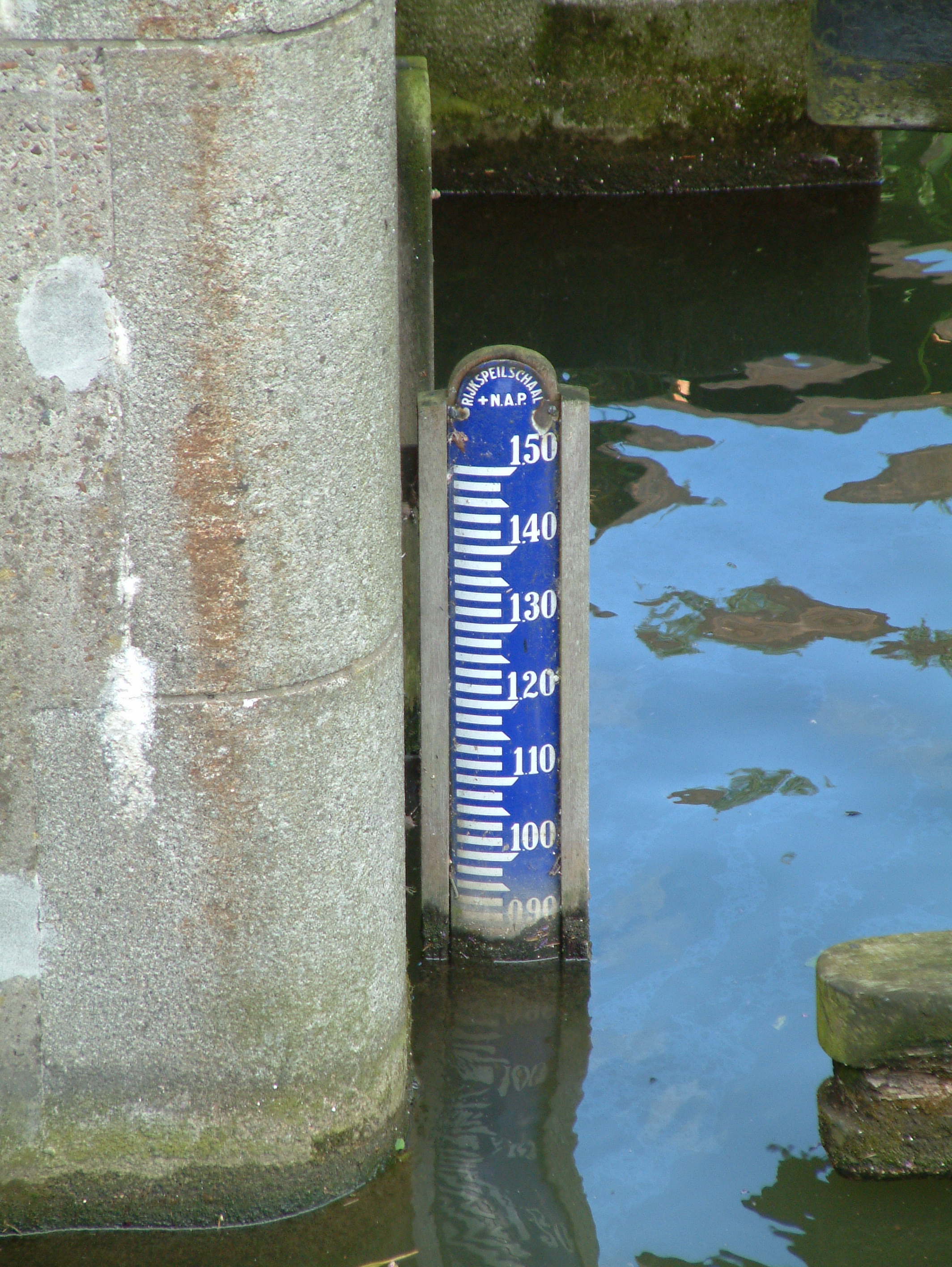
Rijkspeilschaal in de Giessen, binnenkant Peulensluis
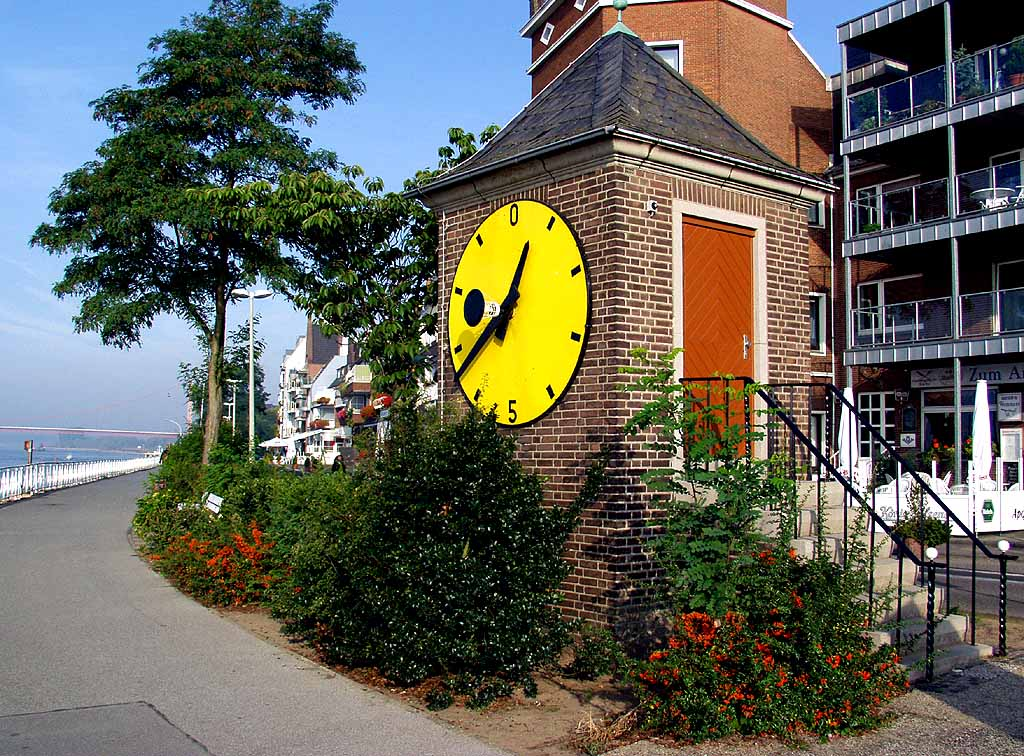
Peilschaal (Pegel) van de Rijn bij Emmerik
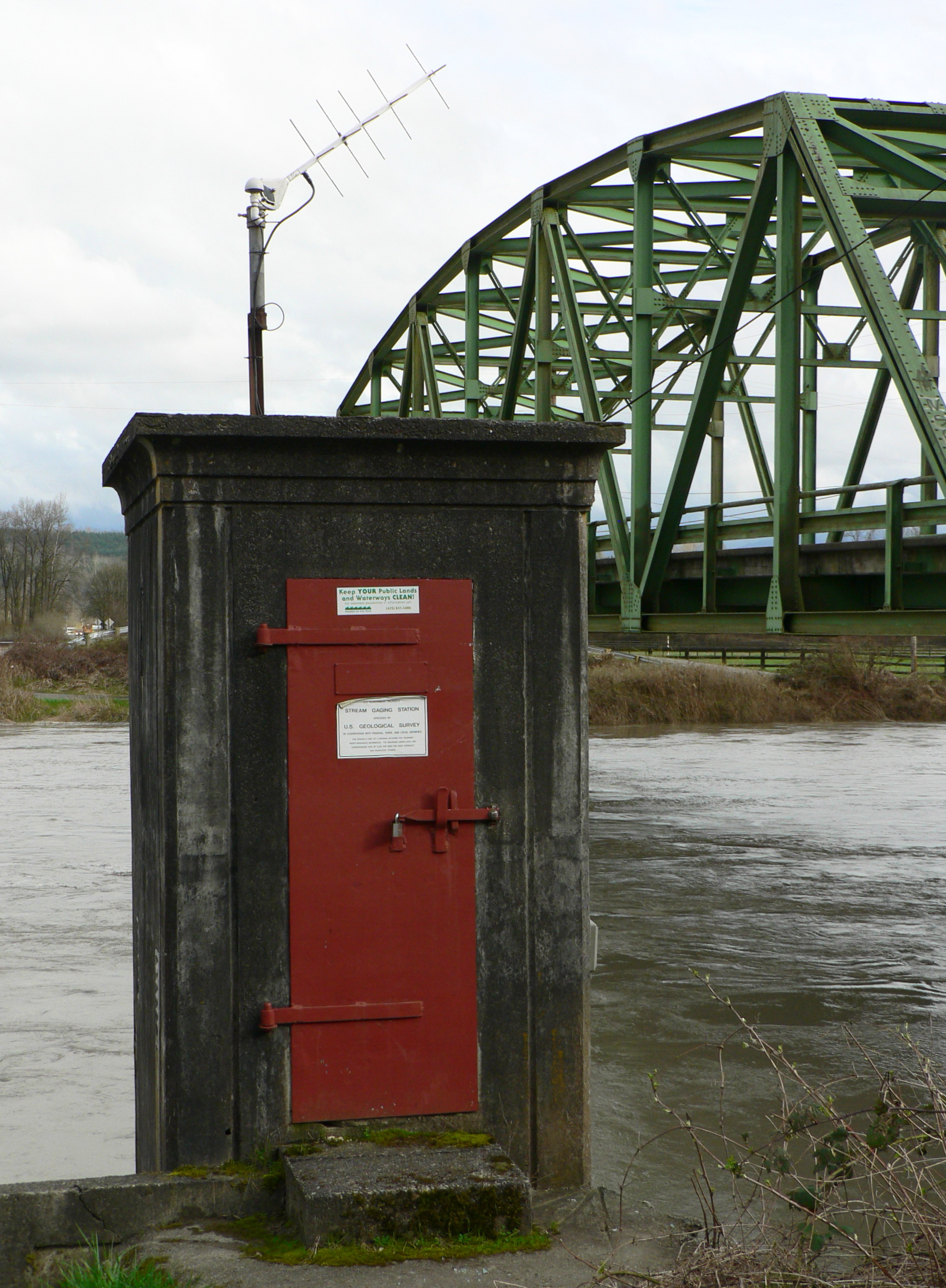
Snoqualmie River Stream Gaging Station, U.S. Geological Survey, met antenne voor de datalink
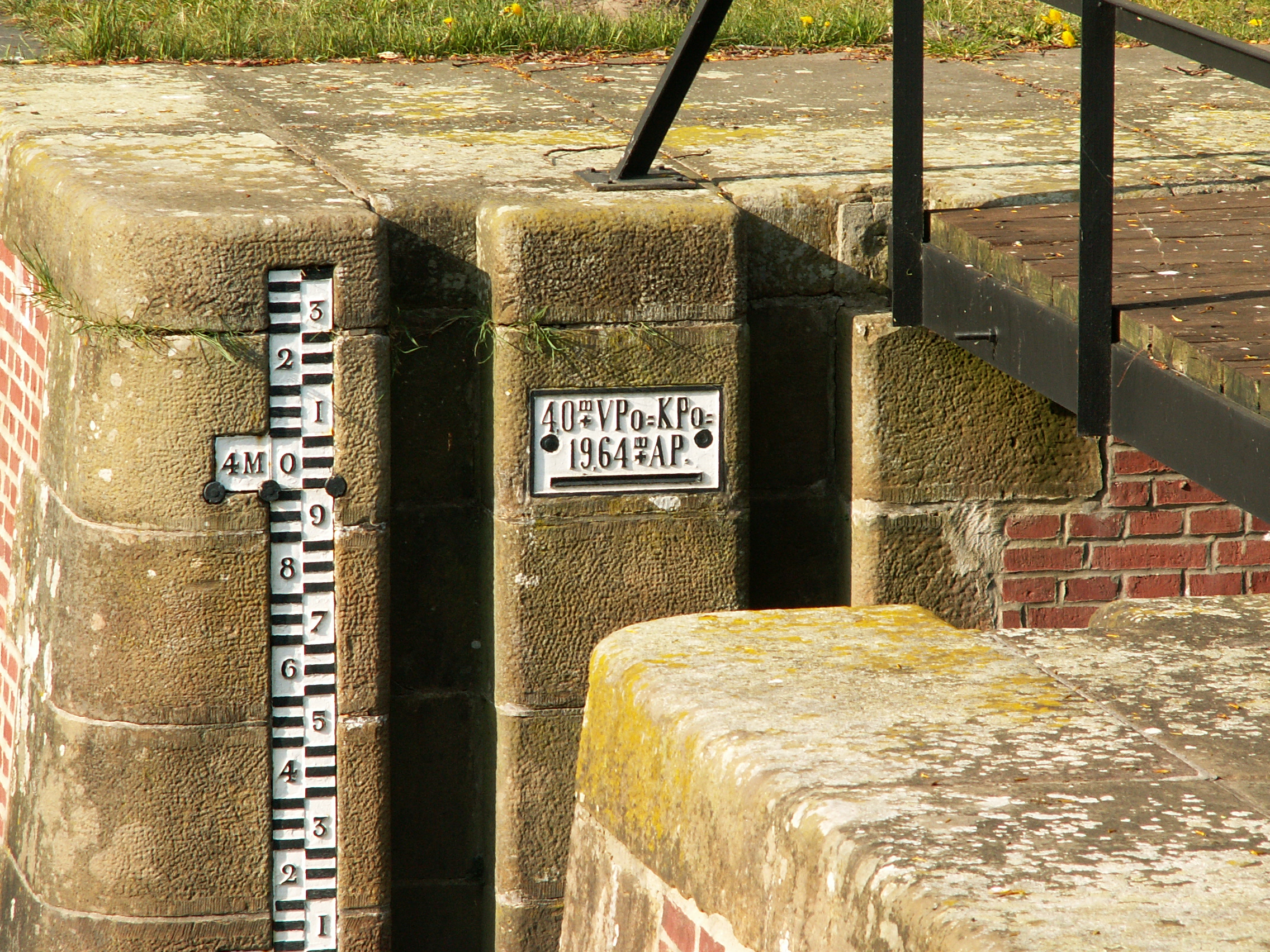
Peilschaal Eems-Vechtkanaal Westende Nordhorn
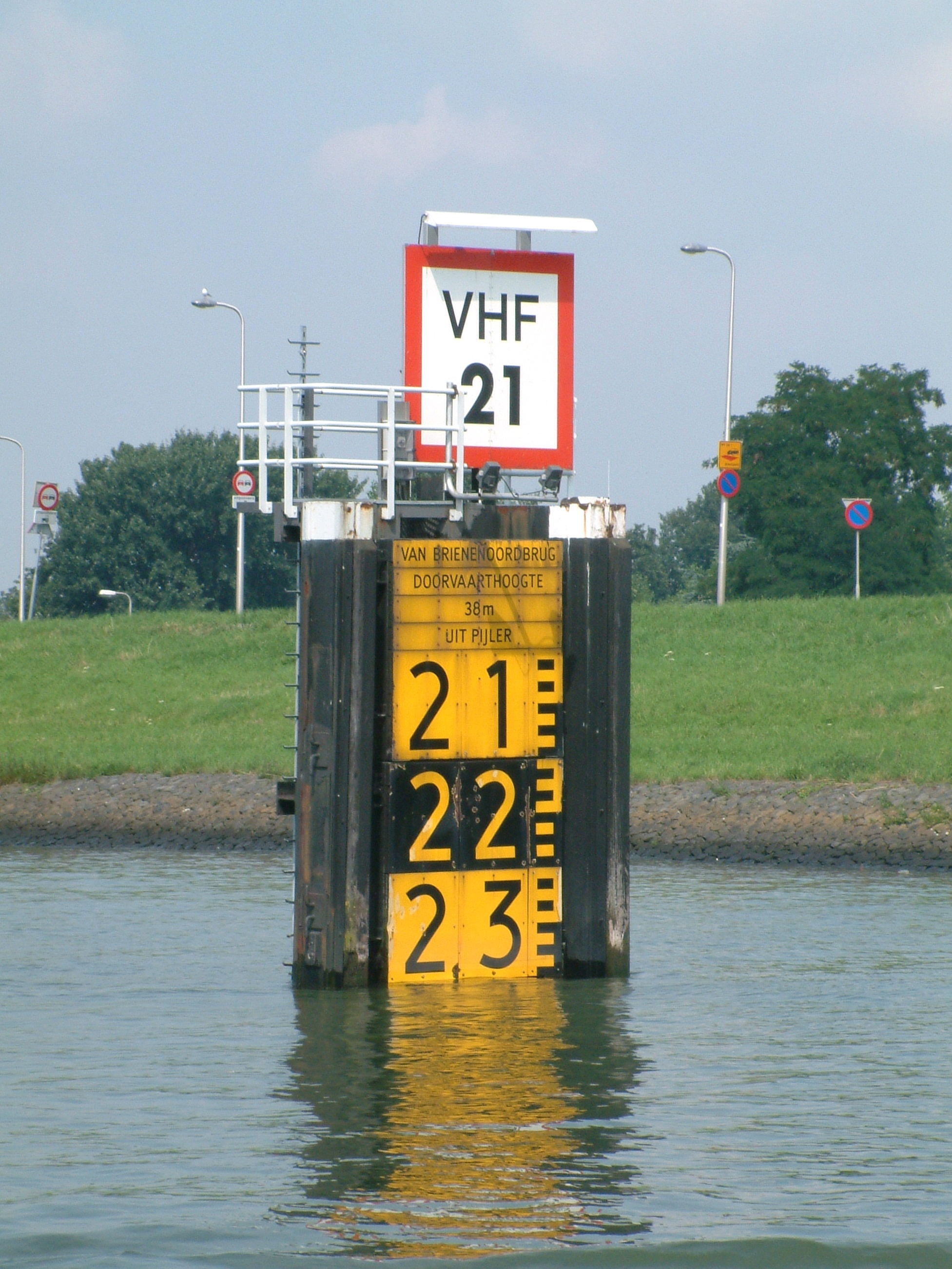
Dukdalf met de doorvaarthoogte van de Van Brienenoordbrug
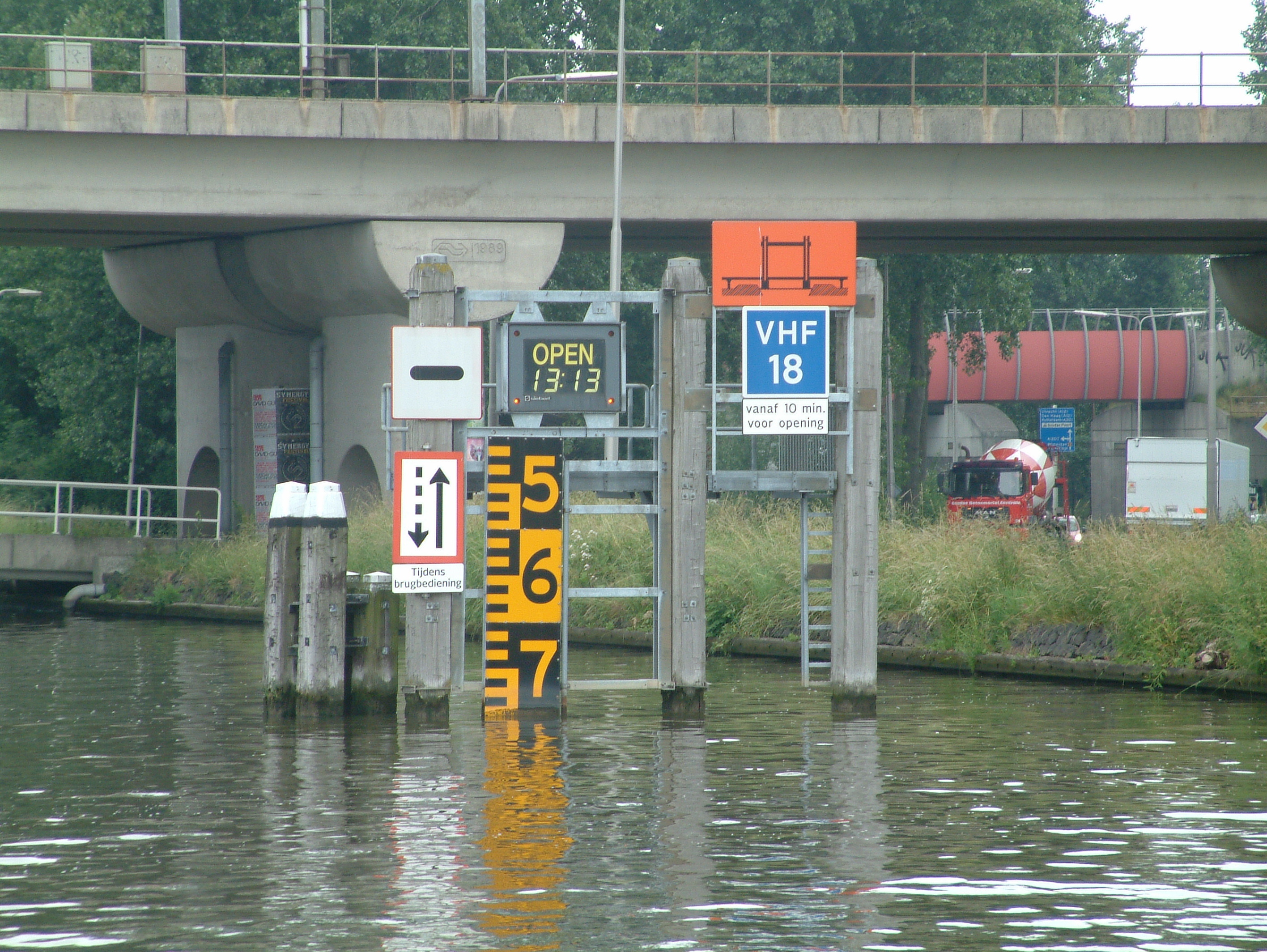
Remmingwerk met de doorvaarthoogte van de spoorbrug Gouda